# Barnet med bjällran
Barnet med bjällran, originaltitel L'Enfant au grelot, är en fransk animerad kortfilm från 1998. Filmen har vunnit flera priser på animations- och kortfilmsgalor i Dresden, Uppsala, Espinho och Stuttgart. Filmen mottog även det europeiska animationskortfilmspriset Cartoon d'Or 1998.

## Handling
Under en snöstorm hittar brevbäraren Jack en övergiven baby med en bjällra liggande i en korg inne i skogen. Barnet döps till Charlie och växer upp i den lilla byns barnhem där hans stora tröst är bjällran som kanske kan hjälpa honom att hitta sitt ursprung.

## I andra länder
Den engelska titeln lyder Charlie's Christmas (Chalies jul) och i Tyskland har filmen givits titeln Der Junge, der vom Himmel fiel (Pojken som föll ned från himmelen).
I Sverige har Barnet med bjällran visats kring jul på SVT ett flertal gånger sedan 1998.